# Pollenia bezziana
Pollenia bezziana este o specie de muște din genul Pollenia, familia Calliphoridae, descrisă de Knut Rognes în anul 1992.
Este endemică în Italia. Conform Catalogue of Life specia Pollenia bezziana nu are subspecii cunoscute.